# Grote kikkerbek
De grote kikkerbek (Batrachostomus auritus) is een vogel uit de familie Podargidae (kikkerbekken).

## Verspreiding en leefgebied
Deze soort komt voor in Maleisië, op Sumatra en Borneo.